# Martot
Martot é uma comuna francesa na região administrativa da Normandia, no departamento de Eure. Estende-se por uma área de 8,42 km². Em 2010 a comuna tinha 542 habitantes (densidade: 64,4 hab./km²).